# Albina Osipowich
Albina Lucy Charlotte Osipowich Van Aiken, née le 26 février 1911 et morte le 6 juin 1964, est une nageuse américaine.
Elle a remporté deux médailles d'or aux Jeux olympiques d'été de 1928, l'une en 100 m nage libre et l'autre en relais 4 × 100 m nage libre.